# Franz Six
Pour les articles homonymes, voir Six (homonymie).

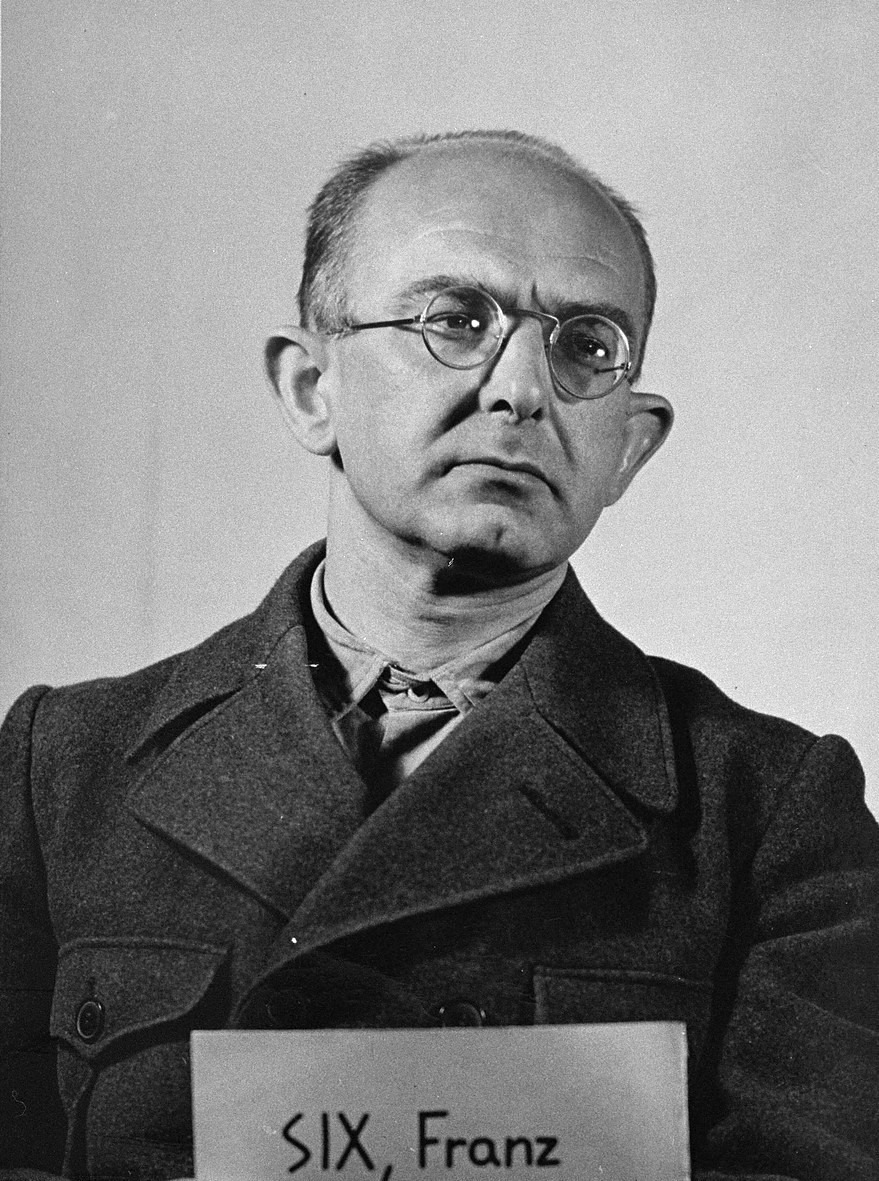
Six aux procès de Nuremberg en 1948

Le Dr. Franz Alfred Six (12 août 1909, Mannheim – 9 juillet 1975, Bolzano) était un responsable nazi qui atteignit le grade de SS-Brigadeführer. Nommé par Reinhard Heydrich à la tête de l'Amt VII du RSHA, département chargé de la documentation, de la propagande et de la conception du monde, il fut désigné en 1940 pour diriger les opérations de la police d'État allemande en cas d'une invasion du Royaume-Uni.

## Carrière académique
Franz Six termine ses humanités en 1930, la date tardive de la fin de ses études secondaires étant due à la nécessité de gagner sa vie pour financer ses études. Il étudie l'histoire à l'Université de Mannheim. Il s'inscrit ensuite en sciences politiques et sociologie à l'université de Heidelberg ; il y décroche un doctorat en philosophie en 1934, puis l' habilitatio en 1936 et commence à enseigner à l'université de Königsberg, en cumulant ce poste avec celui de responsable de la presse de l'Association des étudiants allemands. 
Il fonde en 1935 et dirige pendant quatre ans l'Institut des sciences du journalisme de l'Université de Königsberg et en 1936 entre au comité de rédaction du journal Volk im Werden, une revue scientifique de débat pour théoriciens nazis. C'est à cette période que Six entretient des relations étroites avec Wolfram Sievers et Walter Hüst, tous deux hauts responsables de l'Ahnenerbe, l'Institut des études racialistes. En 1939, il est titulaire de la chaire de sciences politiques étrangères à l'université de Berlin et devient le premier doyen de la faculté des relations internationales.

## Engagement au parti nazi
Placé sous la supervision de Reinhard Heydrich, il dirige le Amt VII au sein du RSHA (Reichsicherheithauptamt), chargé de la documentation et de la conception du monde.

## Au sein desEinsatzgruppen
Il reçoit le 20 juin 1941 le commandement du « Vorkommando Moskau » au sein de l'Einsatzgruppe B dirigé par Artur Nebe. Sa mission était d'investir les bâtiments officiels de Moscou et le Kremlin dans le cas d'une victoire rapide sur le front de l'Est. Il est remplacé deux mois plus tard le 20 août 1941 par Waldemar Klingelhöfer.

## Après guerre
Lors du Procès des Einsatzgruppen, il nie toute participation de son kommando à des exécutions ou des massacres. Il affirme que sa principale activité était de protéger les églises de Smolensk contre le pillage et que sa seule mission à l'Est était de restaurer les libertés religieuse, économique et culturelle. 
Le tribunal a produit un rapport démontrant que son unité et l'état-major de l'Einsatzgruppe B ont exécuté en commun 114 personnes entre le 22 juin et 20 août 1941. Il est condamné à 20 ans de prison pour avoir été « partie prenante d'une organisation qui avait commis des actes de violence et des délits, ainsi que des comportements inhumains contre la population civile », peine réduite à 15 ans en 1951.
Libéré en 1952, il reprend des activités de cadre d'entreprise, particulièrement chez Porsche-Diesel (Friedrichshafen, Essen), et son manuel d'économie est réédité de 1956 jusqu'en 1971 au profit de l’"Académie des cadres" (Akademie für Führungskräfte der Wirtschaft (de)).
Il se retire ensuite au Tyrol, dans une maison construite pour lui par Hermann Giesler, dont il préface l'autobiographie, Ein anderer Hitler (Un autre Hitler).
Il est considéré désormais, comme Werner Best, Reinhard Höhn, Walter Schellenberg ou Otto Ohlendorf, comme un cadre influent de « l'élite véritablement national-socialiste ».
Il est présenté comme personnage de fiction dans les romans Les Bienveillantes (2006) de Jonathan Littell et La Mort, entre autres (The One From the Other, 2006) de Philip Kerr.